# Quercus cerrioides
El roble cerrioide (Quercus cerrioides) es una especie de árbol de la familia de las Fagaceae.  Es endémica de España y se encuentra amenazada por pérdida de hábitat.
Este roble es un híbrido entre el roble pubescente (Quercus humilis) y el quejigo (Quercus faginea), y tiene caracteres intermedios entre esas dos especies.

## Características

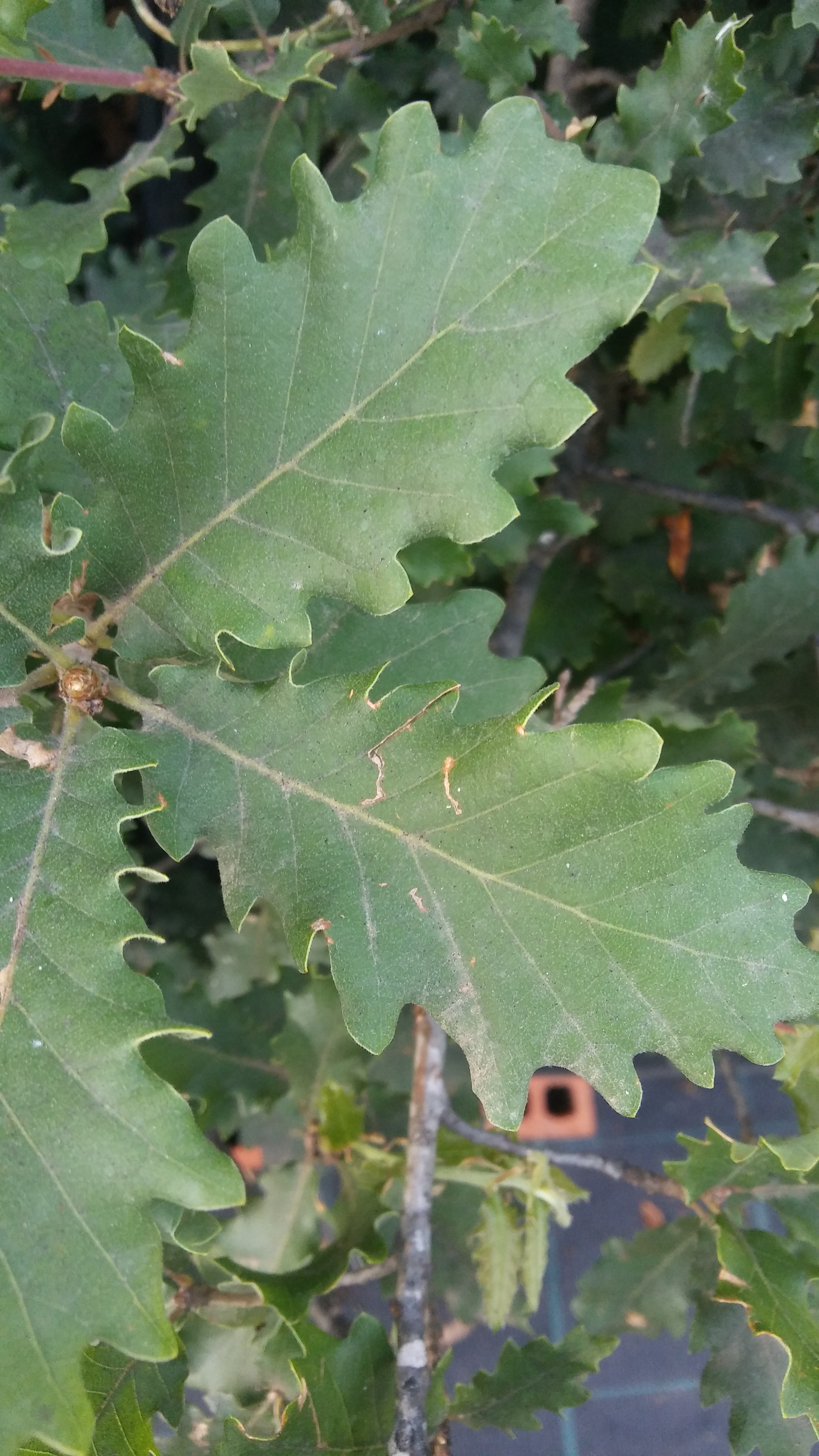
Hojas de Quercus cerrioides.

Las hojas son coriáceas, con lóbulos triangulares, íntegros y agudos, no obtusos como en el humilis, ni  punzantes como en el faginea, terminados en punta callosa, y son relativamente grandes (unos 8 x 5 cm, iguales o más grandes que en el humilis). Permanecen todo el invierno secas sin desprenderse del árbol (como en el faginea), puesto que son marcescentes, aunque también puede ocurrir que en determinados lugares con unas condiciones climáticas favorables y con inviernos suaves se mantengan verdes. Al empezar a desarrollarse son pilosas en la cara inferior, pero luego tienden a depilarse totalmente.Las ramillas y pecíolos con frecuencia están cubiertos de una borra rojiza. 
Quercus cerrioides es un roble muy promiscuo, esta es una cualidad bastante común en todas las especies del género Quercus.

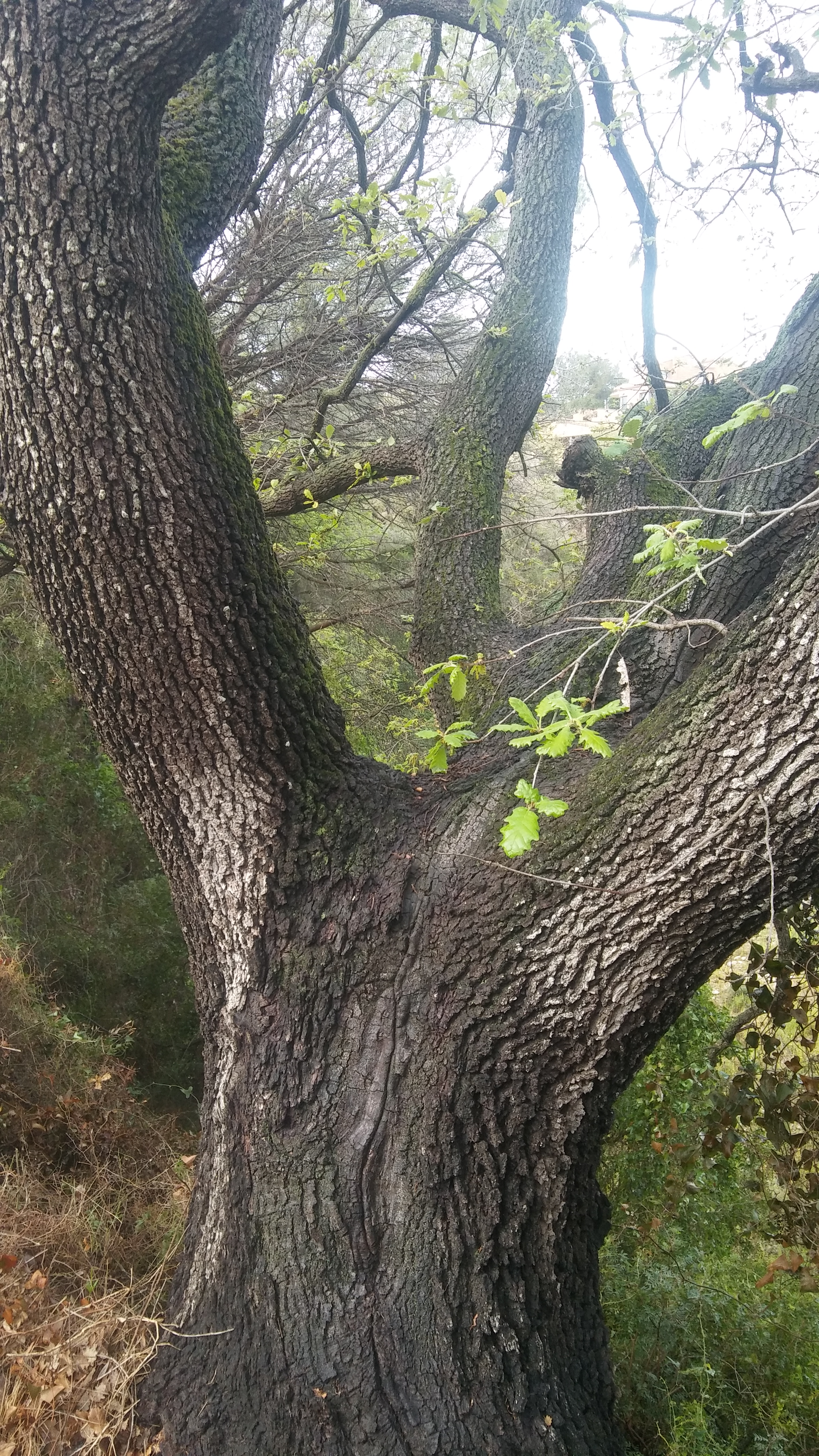
Detalle del tronco de un ejemplar maduro. Robledal Centenario de Les Bassetes. Río Foix, Cubelles, Barcelona.

## Distribución
Este árbol es particularmente abundante en el Prepirineo donde dominan otros robles mestos o híbridos como él y en la región litoral catalana.
En el Ripollés ocupa bandas continuas, formadas por bosques y bosquetes en los que se encuentra en compañía o mezclado con Quercus humilis y Pinus sylvestris.
Este Quercus cumple un papel fundamental contra la erosión. Es particularmente adecuado para ser utilizado en la formación de dehesas, pues por su propia naturaleza muestra una fuerte tendencia hacia una ocupación poco densa del espacio, favoreciendo su cubierta el crecimiento y desarrollo de muchos otros vegetales, formándose ricos sotobosques. Aunque si se controlan artificialmente por la mano del hombre, se convierten en praderas.
En Huesca domina o se hace poblador extensivo en sierras como Turbón, Peña Montañesa, Cotiella, Guara y San Juan de la Peña.
En Castellón se halla de forma aislada pero en condiciones óptimas de crecimiento en algún barranco en la comarca del Bajo Maestrazgo y en la sierra litoral del Desierto de las Palmas.

## Usos
Este árbol no se encuentra entre los más indicados para ser candidato a maderable, pues sus troncos no alcanzan un gran desarrollo y son de carácter tortuoso, por lo que queda descartado para muebles. Como todos los robles sirve como leña para quemar, también para fabricar carbón y para aprovechar su corteza, que es utilizada para curtir cueros.

## Taxonomía
Quercus cerrioides fue descrita por Willk. & Costa  y publicado en Linnaea 30: 123. 1859.
Etimología
Quercus: nombre genérico del latín que designaba igualmente al roble y a la encina.
cerrioides: epíteto compuesto latino que significa "similar a Quercus cerris"
Sinonimia
- Quercus × anselmii Sennen
- Quercus × cerrioides f. peduncularis C.Vicioso
- Quercus × desmotricha O.Schwarz
- Quercus × desmotricha var. sennenii (A.Camus) C.Vicioso
- Quercus lanuginosa var. cerrioides (Willk. & Costa) A.Camus
- Quercus lanuginosa subsp. cerrioides (Willk. & Costa) Nyman
- Quercus lanuginosa var. sennenii A.Camus
- Quercus lusitanica subsp. cerrioides (Willk. & Costa) O.Schwarz
- Quercus × sennenii O.Schwarz
- Quercus sessiliflora var. cerrioides (Willk. & Costa) Willk.[2][3]